# MikTeX

MikTeX은 윈도우용 TeX및 LaTeX 배포판이다. Christian Schenk이 관리하고 있다. 설치 및 관리가 매우 편리하기 때문에 윈도에서 LaTeX을 사용하려는 사람들이 많이 사용한다.
최신 버전은 2019년 8월 3일에 공개한 2.9.7152이며, MiKTeX 홈페이지에서 내려받아 사용할 수 있다. 버전 2.7부터 XeTeX과 MetaPost 그리고 pdfTeX을 지원하며 윈도우 7과 호환된다.

## 같이 보기
- LaTeX
- TeX